# Dorcasomus gigas
Dorcasomus gigas là một loài bọ cánh cứng trong họ Cerambycidae.